# Тигран Котанджан
Тигран Котанджан е арменски шахматист, гросмайстор. На първенството на Армения през 2007 и 2008 г. поделя първата позиция съответно със сънародниците си Карен Асрян и Тигран Л. Петросян. На турнира „Аерофлот Оупън 2008“, проведен в Москва, е вторият най-добре представил се арменски шахматист след Карен Асрян, с постинати 5/9 точки и заето 17-о място в крайното класиране.

## Турнирни резултати
- 2005 – Ереван (3 – 5 м. на „Memorial Kuloghlian“), Хамедан, Иран (1 м.)
- 2006 – Ереван (2 м. зад Завен Андриасян на турнира „Chess House Championship“)
- 2007 – Ахваз, Иран (1 – 3 м.)